# Jorinde van Klinken
Jorinde van Klinken (Assen, 2 de febrero de 2000) es una deportista neerlandesa que compite en atletismo, especialista en las pruebas de lanzamiento de peso y lanzamiento de disco. Ganó tres medallas en el Campeonato Europeo de Atletismo, en los años 2022 y 2024.

## Palmarés internacional
| Campeonato Europeo | Campeonato Europeo | Campeonato Europeo | Campeonato Europeo |
| Año                | Lugar              | Medalla            | Prueba             |
| ------------------ | ------------------ | ------------------ | ------------------ |
| 2022               | Múnich (Alemania)  | Medalla de bronce  | Peso               |
| 2024               | Roma (Italia)      | Medalla de plata   | Peso               |
| 2024               | Roma (Italia)      | Medalla de plata   | Disco              |